# حرب الريف (1920–1927)
حرب الريف 1920 كان نزاعًا مسلحًا بين عام 1920 و1927 بين القوة الاستعمارية إسبانيا (انضمت إليها لاحقا فرنسا) وسكان قبائل جبال الريف (شمال المغرب حاليًا الممتد من طنجة غربا إلى السعيدية شرقا). حارب سكان جبال الريف بقيادة الأمير عبد الكريم الخطابي، وأوقع الريفيين في البداية عدة هزائم بالقوات الإسبانية باستخدام تكتيكات حرب العصابات وغنموا أسلحة أوروبية كثيرة. بعد التدخل العسكري الفرنسي ضد قوات عبد الكريم والنزول الكبير للقوات الإسبانية في الحسيمة، والذي يعتبر أول هبوط برمائي في التاريخ ينطوي على استخدام الدبابات والطائرات، واستسلم عبد الكريم الخطابي للفرنسيين واقتيد إلى المنفى.

## الريف والإسبان
منطقة النفوذ الإسباني تقع في شمال المغرب وتطل على البحر وهذه المنطقة تسكنها مجموعات وقبائل أمازيغية مسلمة. كانت منطقة النفوذ الإسباني حسب اتفاقية (1322 هـ / 1904 م) مع فرنسا تشمل القسم الشمالي من المغرب، التي تنقسم إلى كتلتين: شرقية وتعرف بالريف الشرقي، وغربية وتعرف بالريف الغربي أو جبالة، وتكاد بعض جبال الريف تتصل بمنقطة الساحل. وتتميز مناطقها الجبلية بوعورة المسالك وشدة انحدارها، غير أنها أقل خصوبة من منطقة الجبالة في الغرب. وتمتد بلاد الريف بمحاذاة الساحل مسافة 400 كيلومتر طولا و 100 كيلومتر عرضا، وتسكنها قبائل مسلمة ينتمي معظمها إلى أصل أمازيغي، ومنها قبيلة أيت ورياغل التي ينتمي إليها الأمير المجاهد محمد بن عبد الكريم الخطابي.
وعندما بدأ الأسبان ينفذون سياسة توسعية في المغرب، صادفوا معارضة قوية داخل إسبانيا نفسها بسبب الهزائم التي تعرضوا لها على يد الأمريكيين في الفليبين وكوبا، فعارض الرأي العام الإسباني المغامرات العسكرية الاستعمارية، إلا أن المؤيدين احتجوا بأن احتلال المغرب ضروري لتأمين الموانئ الإسبانية الجنوبية، وضَمَّ رجال الدين صوتهم إلى العسكريين.
وكان الإسبان يعرفون شدة مقاومة المسلمين من أهل الريف الأمازيغ لتوسعهم، فاكتفوا في البداية بالسيطرة على محيط ضيق حول سبتة ومليلية المحتلتين منذ القرن 15، ثم اتجهوا بعد ذلك إلى احتلال معظم الموانئ الساحلية المحيطة بمنطقة نفوذهم، وكانت خطتهم تقوم على أن تتقدم القوات الإسبانية عبر منطقة الجبالة لاحتلال مدينة تطوان، التي اتُّفق على أن تكون عاصمة للمنطقة الإسبانية، لكن ظهر في الجبالة مجاهد محلي قوي هو «أحمد بن محمد الريسوني» الذي حمل لواء الجهاد منذ سنة (1330 هـ / 1911 م). إلا أن الأمير محمد بن عبد الكريم الخطابي كان له الأثر الأعظم في المقاومة الأمازيغية.
وقد اصطدم الريسوني بالإسبان عندما احتلوا ميناء أصيلة الذي كان يعتمد عليه في استيراد الأسلحة، وبعدها ساروا إلى احتلال مدينة تطوان، فوقعت مصادمات بينهم انتهت بصلح اتفق فيه على أن تكون الجبال والمناطق الداخلية للريسوني، والساحل للإسبان، غير أن الأسبان نقضوا العهد، وطاردوه وتوغلوا في بلاد الجبالة واستطاعوا أن يحتلوا مدينة الشاون أهم مدينة في تلك البلاد في (صفر 1339 هـ / أكتوبر 1920 م).

أما في الريف الشرقي بمنطقة الناظور فبرز قائد مقاومة آخر هو المجاهد الشريف محمد أمزيان الذي قاد المقاومة الأمازيغية ضد الإسبان قبل الأمير الخطابي نفسه. إلا أنه مقاومته اصطدمت بقلة الإمكانات والأسلحة.
الأمير الخطابي
كانت الثورة الثانية ضد الإسبان هي ثورة الأمير محمد بن عبد الكريم الخطابي، زعيم قبيلة بني ورياغل، أكبر قبائل الأمازيغ في بلاد الريف، وقد وُلد الأمير سنة (1299 هـ / 1881 م) في بلدة أجدير[بحاجة لمصدر]، لأب يتولى زعامة قبيلته، فحفظ القرآن الكريم صغيرا، ثم أرسله أبوه إلى جامع القرويين بمدينة فاس لدراسة العلوم الدينية، ثم التحق بجامعة سلمنكا بإسبانيا، وبذلك جمع بين الثقافة الإسلامية وبعض النواحي من الثقافة الأوروبية، ثم عُيّن قاضيا في السلطة الإسبانية بمدينة مليلية التي كانت خاضعة لإسبانيا، وأثر فيه عندما كان قاضيا مشهد ضابط إسباني يضرب أمازيغيا بالسوط في شوارع مليلية، ويستغيث ولا يغاث، عندها رأى الوجه القبيح للاستعمار، وأدرك أن الكرامة والحرية أثمن ما في الحياة.
وكان الإسبان قد عرضوا على والد الأمير أن يتولى منصب نائب السلطان في تطوان التي تحت الحماية الإسبانية، وأن يقتصر الوجود العسكري الإسباني على المدن، إلا أنه اشترط أن تكون مدة الحماية محددة فلم ينفذ هذا العرض.
وبعد سيطرة إسبانيا على مدينة الشاون وإخضاع منطقة الجبالة، استطاعت أن تركز جهودها وقواتها في بلاد الريف، أعلن معارضته للاستعمار، ورفض تقديم الولاء للجنرال الإسباني غوردانا؛ فما كان من الجنرال إلا أن عزل الخطابي عن قضاء مليلية، واعتقله قرابة العام، ثم أطلق سراحه، ووضعه تحت المراقبة، وفشلت إحدى محاولات الخطابي في الهرب من سجنه، فأصيب بعرج خفيف لازمه طوال حياته، ثم غادر مليلية ولحق بوالده في أجدير، وفي هذه الأثناء توفي والده سنة (1339 هـ / 1920 م) فانتقلت الزعامة إليه.

## من القضاء إلى الثورة
تولى الأمير المسلم الخطابي زعامة قبيلة أيت ورياغل، وقيادة المقاومة في بلاد الريف المسلمة. زحف الجنرال سلفستر قائد قطاع مليلية نحو بلاد الريف، واحتل بعض المناطق دون مقاومة تُذكر، واحتل مدينة أنوال، وتقدم اثني عشر ميلا بعدها؛ فظن أن قبائل بني ورياغل خضعت له، ولم يدرِ أن الأمير الثائر أراد أن يستدرجه إلى المناطق الجبلية ليقضي عليه تماما، وأنه ادخر رجاله لمعركة فاصلة.
بلغ قوام الجيش الإسباني بقيادة الجنرال سلفستر 24 ألف جندي استطاع أن يصل بهم إلى جبل وعران قرب أجدير مسقط رأس الأمير، وعندها قام الخطابي بهجوم معاكس في (25 شوال 1339 هـ / 1 يوليو 1921 م) استطاع خلاله أن يخرج الأسبان من أنوال، وأن يطاردهم حتى لم يبقَ لهم سوى مدينة مليلة، وكانت خطة هجومه في أنوال أن يهاجم الريفيون الإسبان في وقت واحد في جميع المواقع؛ بحيث يصعب عليهم إغاثة بعضهم البعض، كما وزّع عددا كبيرا من رجاله في أماكن يمكنهم من خلالها اصطياد الجنود الفارين. إلا أن خطة المقاومين الأمازيغ كانت الأقوى رغم بساطة أسلحتهم الخفيفة. واستخدم الأمير خطة حرب العصابات غير النظامية واستدرج الإسبان إلى فخ محاط بتضاريس وعرة فوجد الإسبان أنفسهم محاصرين.
وقُتل أو أُسر معظم الجيش الإسباني بما فيهم الجنرال سلفستر الدي انتحر هروبا من الهزيمة. واعترف الأسبان أنهم خسروا في تلك المعركة 15 ألف قتيل و 570 أسيرا. وهو نصر عملاق بالمقاييس العسكرية المحايدة يصعب تحقيقه من طرف الجيوش الكبرى. أما المجاهدون الأمازيغ فقد أنجزوه في بضع ساعات.
واستولى المجاهدون على 130 موقعا من المواقع التي احتلها الإسبان وحوالي 30 ألف بندقية و هو129 مدفعَ ميدان و 392 مدفعا رشاشا.
ولم يوسع عبد الكريم الخطابي عملياته إلى مليلية المحتلة، لأنه فضل تنظيم صفوفه وتحصين مواقعه وعدم الاستعجال للمحافظة على انتصاره. وتمكن الإسبان من حشد ستين ألف مقاتل قاموا بهجوم معاكس في (10 محرم 1340 هـ / 12 سبتمبر 1921 م)، فاستعادوا بعض ما فقدوه، وبلغ مجموع القوات الإسبانية في ذلك العام ببلاد الريف أكثر من 150 ألف مقاتل، ورغم ذلك أصبح وجود الإسبان مقصورًا على مدينة تطوان والموانئ وبعض الحصون في الجبالة، أما المجاهدون الأمازيغ فقد سيطروا على معظم بلاد الريف.
ويعزو الإسبان وقوع هذه الهزيمة إلى طبيعة البلاد الصعبة، والفساد الذي كان منتشرا في صفوف جيشهم وإدارتهم، وأرسلت حكومة مدريد لجنة للتحقيق في أسباب هذه الكارثة المدوية، ذكرت أن الأسباب تكمن في إقامة مراكز عديدة دون الاهتمام بتحصينها تحصينا قويًّا، كما أن تعبيد الطرق التي تربط بين هذه المراكز كان خطأ كبيرًا من الناحية العسكرية، ويعترف التقرير بأنه لم يكن أمام المجاهدين المغاربة إلا أن يلتقطوا الأسلحة التي تركها الجنود الفارون، وكشف التقرير حالات بيع بعض الضباط لأسلحة الجيش.

## من الثورة إلى الولاء وتقديم البيعة

علم جمهورية الريف

بعد الانتصار العظيم الذي حققه الخطابي في أنوال ذاعت شهرته في بلاد الريف وخارج بلاد مملكة المغرب حتى وصلت أصداء انتصاراته إلى الصين وأميركا. وأعلن الأمير المسلم الخطابي جمهورية مستقلة تحت اسم جمهورية الريف. وأرسل وفودا رسمية إلى بريطانيا وفرنسا للتعريف بالجمهورية وإقامة علاقات ديبلوماسية. وشجع الأجانب وخصوصا البريطانيين على تعاطي التجارة مع بلاد الريف.
وقد أعلن عن جمهورية الريف بسبب عدم دعم سلطان المغرب لهم لمقاومة الإسبان والفرنسيين.
ولم يعترف بسلطان المغرب، حتى تم نفي الخطابي إلى جزيرة لارينيون أواخر سنة 1926. وفي سنة 1947 وحين كانت السفينة كاتومبا الأسترالية متوجهة به إلى فرنسا، والتي توقفت بمصر، فإنه لجأ إلى السلطة المصرية، وبعد نضال مستمر ضد الاستعمار بشمال أفريقيا والعالم العربي والإسلامي، وبكل بقاع العالم. وبها توفي سنة 1963، ولا زال ضريحه في مقبرة الشهداء بمصر.

## الأوضاع الداخلية في إسبانيا
أصبحت مشكلة الريف والخطابي هي المشكلة الأولى التي تقلق إسبانيا داخليا وخارجيا، فارتفعت القوات الإسبانية في شمال المغرب بعد شهور من هزيمتهم في معركة أنوال إلى 150 ألف مقاتل، وعرضت مدريد على الخطابي الاعتراف باستقلال الريف بشرط أن يكون استقلالا ذاتيا خاضعا للاتفاقات الدولية التي أخضعت المغرب للنظام الاستعماري، فرفض الخطابي الاستقلال.[بحاجة لمصدر]
وداخليا وقع انقلاب عسكري في إسبانيا في (1 صفر 1342 هـ / 12 سبتمبر 1923 م) وتسلم الحكم فيه الجنرال بريمودي ريفيرا، فأعلن عن سياسة جديدة لبلاده في المغرب، وهي الانسحاب من المناطق الداخلية والتمركز في مواقع حصينة على الساحل، وأدرك ريفيرا أن تعدد المواقع الإسبانية المنعزلة أمر بالغ الخطورة؛ لأنها محاطة بالقبائل المغربية. أما الخطابي فلم يكن هناك ما يدفعه إلى مهادنة الإسبان، خاصة بعد وثوقه بقدرته على طردهم، وبعد رفضهم الانسحاب إلى سبتة ومليلية؛ لذلك بدأ في عمليات قتالية باسلة ضد القوات المنسحبة اعتمدت على أساليب حرب العصابات، واعترفت الحكومة الإسبانية في تعدادها الرسمي أن خسائرها في الستة أشهر الأولى من عام (1343 هـ / 1924 م) بلغت 21250 قتيلا وجريحًا وأسيرًا رغم إشراف الجنرال ريفيرا بنفسه على عمليات الانسحاب
واستطاع الخطابي أن يبسط نفوذه على الريف، رغم استمالة مدريد لزعيم منطقة جبالا الريسوني، فزحف على جبالا، ودخل عاصمتهم سنة (1344 هـ / 1925 م) وصادر أملاك المتعاونين مع الإسبان، وألقى القبض على الريسوني، واقتاده سجينا إلى أغادين حيث توفي في سجنه، فأصبح زعيم الريف بلا منازع، وسيطر على مساحة تبلغ 28 ألف كيلومتر مربع، ويسكنها مليون ريفي.[بحاجة لمصدر]

## فرنسا والريف
وأدرك الأسبان عجزهم الكامل عن مقاومة الريف، وقوبلت هذه النتيجة بدهشة كبيرة من الدوائر الاستعمارية التي لم تكن مطمئنة لحركة الخطابي وعلى رأسها فرنسا التي كانت تتوقع أن يتمكن الأسبان يوما ما من القضاء على هذه الحركة، أما الخطابي فكان يحرص على تجنب الاصطدام بالفرنسيين حتى لا يفتح على نفسه جبهتين للقتال في وقت واحد، إلا أن الأوضاع بين الاثنين كانت تنذر بوقوع اشتباكات قريبة.
والمعروف أن مصالح الرأسمالية التي استثمرت أموالها في بناء ميناء الدار البيضاء الضخم وفي مشروعات أخرى في منطقة ساحل الأطلسي استحسنت بقاء منطقة الريف مضطربة حتى يصعب استخدام الطريق الموصل بين فاس وطنجة، الذي يحول تجارة المغرب إلى ذلك الميناء، واستقرار الأوضاع في الريف سيؤثر سلبا على مصالحها.
وفشلت محاولات الخطابي للتفاهم مع الفرنسيين للتوصل إلى اتفاق ينظم العلاقة بينهما، فبعث أخاه إلى باريس، وبعث موفدا له إلى السلطات الفرنسية في فاس، لكنهما لم يتوصلا إلى شيء.

## الصدام
كان مجموع القوات الفرنسية في المغرب 65 ألف جندي ومن بينهم مغاربة مجندون في الجيش الفرنسي، وكانت فرنسا ترى أن هذه القوات غير كافية لدخول حرب في الريف؛ لذلك أرسلت قوات إضافية أخرى حتى بلغ مجموع هذه القوات 158 ألف مقاتل، وفي (رمضان 1343 هـ /أبريل 1925 م) وقعت شرارة الصدام بين الفرنسيين والخطابي، عندما أمدّ الفرنسيون زعماء الطرق الصوفية بالمال والسلاح ليشجعوهم على إثارة الاضطرابات في الريف، فأدى ذلك إلى مهاجمة الريفيين لبعض الزوايا قرب الحدود، ووجد الفرنسيون في ذلك حجة للتدخل لحماية أنصارهم، وعندما بدأ القتال فوجئ الفرنسيون بقوة الريفيين وحسن تنظيمهم وقدراتهم القتالية، فاضطروا إلى التزام موقف الدفاع مدة أربعة أشهر، واستطاعت بعض قوات الريف التسلل إلى مسافة 20 ميلا بالقرب من فاس، وخسر الفرنسيون خسائر فادحة، ووقعت كثير من أسلحتهم في أيدي الريفيين، فقلقت فرنسا من هذه الانتصارات، وأرسلت قائدها العسكري البارع «بيتان» للاستعانة بخبرته وكفاءته.

## إسبانيا وفرنسا ضد الريف
كان صمود الريف أمام فرنسا وإسبانيا حالة نادرة في تاريخ الحروب الاستعمارية، يرجع جوهره إلى كفاءة الزعماء الريفيين في ميدان القتال والحرب؛ فقد استخدم هؤلاء المقاتلون خطوط الخنادق المحصنة على النمط الذي أقامته فرنسا أثناء الحرب العالمية الأولى، وقاد الريفيون الأمازيغ الحرب ضد ثلاثة مارشالات وأربعين جنرالا وحوالي نصف مليون مقاتل فرنسي وإسباني مدعمين بالطائرات والمدرعات وتحت إشراف رؤساء حكوماتهم.
وقد اتخذت فرنسا بعض الإجراءات لتدعيم موقفها في القتال، فطلبت من السلطان المغربي أن يعلن الخطابي أحدَ العصاة الخارجين على سلطته الشرعية، وفي ظل ما أشاعت عنه فرنسا من رغبة الخطابي في الانشقاق عن العرش المغربي، ونتيجة لسوء التفاهم هذا والتدبير من طرف المحتل وخونة عبد الكريم، أعلنه السلطان المغربي خارجا عن سلطته، وقام برحلة إلى فاس لتأليب القبائل على الريف، كذلك نسقت فرنسا خططها الحربية مع حكومة مدريد، وعقد مؤتمر لهذا الغرض اتفق فيه على مكافحة تجارة السلاح بين الريف وأوروبا، وسمع بتتبع الثائرين في مناطق كل مستعمر، وتعهدت باريس ومدريد بعدم توقيع صلح منفرد مع الخطابي.

## تسليم النفس
واتفق الإسبان والفرنسيون على الزحف إلى الريف بهدف تحقيق اتصال عسكري بين الدولتين وخرق الريف، وتقسيم قواته إلى جزأين؛ وهو ما يعرضهم لموقف عسكري بالغ الحرج، إلا أن قدوم الشتاء ببرودته أجَّل هذا الزحف وبعض العمليات العسكرية، وخسر الخطابي في تلك المعارك حوالي 20 ألف شهيد، وبقي بجانبه حوالي 60 ألف مقاتل. اتسعت الحرب في (1344 هـ / 1926 م) وتجدد الزحف والتعاون العسكري التام بين باريس ومدريد مع تطويق السواحل بأساطيلهما، وقلة المؤن في الريف؛ لأن معظم المقاتلين في صفوف الخطابي من المزارعين، وهؤلاء لم يعملوا في أراضيهم منذ أكثر من عام، وهم يقاتلون في جبهة تمتد إلى أكثر من 300 كم.
ولجأ الفرنسيون إلى توجيه دعوة للقبائل لعقد صلح منفرد مع فرنسا أو أسبانيا في مقابل الحصول على حاجاتهم من الطعام، فوجد الخطابي أن الحكمة تقتضي وقف القتال رحمة بسكان الريف وقبائله قبل أن تلتهمهم الحرب، وقبلها الجشع الفرنسي والأسباني.
وقد فكر محمد بن عبد الكريم الخطابي أن يخوض بنفسه معارك فدائية؛ دفاعا عن الريف ودينه، إلا أن رفاقه الأوفياء منعوه ونصحوه بالتفاوض، فقرر أن يحصل لبلاده ونفسه على أفضل الشروط، وألا يكون استسلامه ركوعا أو ذلا، ورأى تسليم نفسه للفرنسيين على أنه أسير حرب، واقتحم بجواده الخطوط الفرنسية في مشهد رائع قلّ نظيره في (12 ذي القعدة 1344 هـ / 25 مايو 1926 م) واستمر القتال بعد فترة. أما هو فنفته فرنسا إلى جزيرة لارينيون النائية في المحيط الهادي على بعد 13 ألف كيلو متر من موطنه الذي شهد مولده وجهاده.
وطال ليل الأسر والنفي بالخطابي وأسرته وبعض أتباعه لاكثر من عشرين سنة، قضاها في الصلاة وقراءة القرآن الكريم في تلك الجزيرة الصخرية، عانى فيها قلة المال، فآثر أن يعمل بيديه لتأمين معيشته هو وأسرته، فاشترى مزرعة، وجاهد فيها كسبا للعيش، ولم تفلح محاولاته بأن يرحل إلى أية دولة إسلامية؛ لأن فرنسا كانت تعلم أن الرجل يحمل شعلة وطنية .
وفي عام (1367 هـ / 1947 م) قررت فرنسا نقل الخطابي وأسرته إلى أراضيها الأوروبية، غير أنها استجارت من الرمضاء بالنار، فعندما وصلت الباخرة التي تقله إلى ميناء بورسعيد، التجأ إلى السلطات المصرية، فرحبت القاهرة ببقاء هذا الزعيم الكبير في أراضيها، واستمر بها حتى وفاته في (1382 هـ / 1963 م).